# 砵蘭街

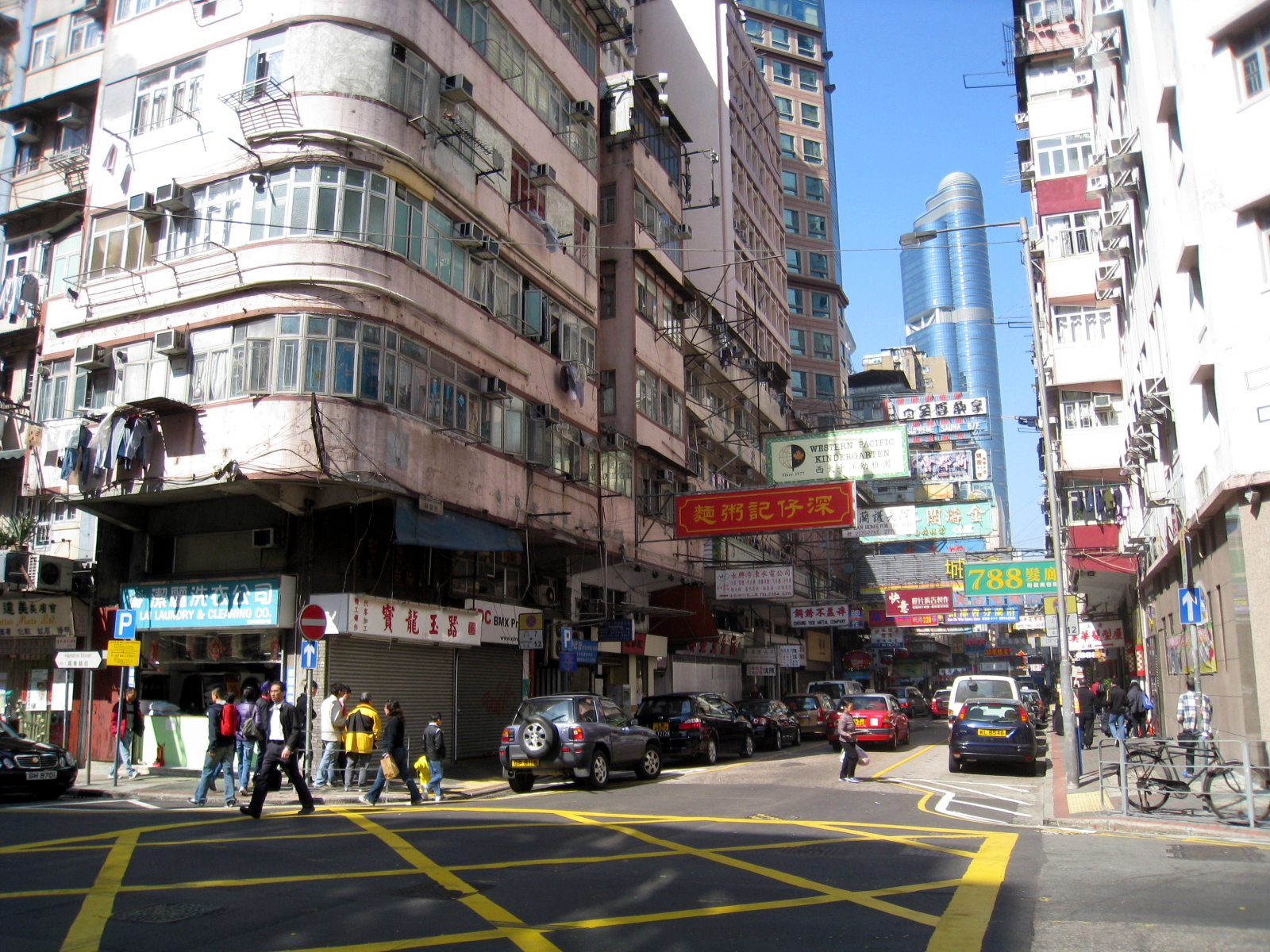
砵蘭街與咸美頓街交界

砵蘭街（英語：Portland Street）是位於香港旺角的一條街道，有人稱砵蘭街為「聲色犬馬、龍蛇混雜」之地，並且視此街是沒有得到香港政府認可的紅燈區；其實夾雜在砵蘭街中的各式商舖有電影院、唱片店、洋服店、長生店、皮革店、道堂、雜貨舖、藥材舖、舊書店、疋頭店、裝修店、華洋酒辦店、各中西式食肆及學校等，所以不應把砵蘭街簡單地視作紅燈區。
砵蘭街的街名取自兩度成為英國首相的威廉·卡文迪許-本廷克兼波特蘭公爵，於1927年11月25日命名。坊間有一說是因砵蘭土而命名，實為訛傳。

## 特色
砵蘭街從油麻地的文明里向北伸延至旺角的界限街，位於上海街以東及彌敦道以西之間，並與兩者並行。街道兩旁商住大廈林立，人口稠密。
南段文明里至咸美頓街有些長生店、同鄉會、皮革店、燒豬店、道堂、雜貨舖、藥材舖、舊書舖、印刷舖、各中西式食肆及學校等。
前中段咸美頓街至亞皆老街一段才可算為紅燈「街」；當中有華洋酒辦店、戲院、唱片店、洋服店、皮革店、雜貨舖、藥材舖、舊書舖、印刷舖、麻雀館、時鐘酒店、中西式食肆及各式淫業等，朗豪坊也在此段內。
後中段亞皆老街至弼街一段以新式樓上飛鏢道場、建築裝修材料店和室內設計室較集中。80年代前以夾板店為主，現以五金店和高級瓷磚店為主。
北段鴉蘭街至界限街一段有皇崗直通公車站、建築裝修材料店、同鄉會、疋頭店和各中西式食肆。
砵蘭街的淫業，曾經風光一時。90年代末，是砵蘭街最風光的年代。當時的馬檻和指壓，開到成行成市。每晚都有大批嫖客和西裝男子，去到砵蘭街看北姑。
由於砵蘭街淫業逐漸失控，警方於2002年5月7日，展開「火百合行動」大規模掃黃行動，將以黑幫頭目鄭惠強（攣毛強）為首的淫業王國連根拔起，行動中亦有不少淫網職員以及風月版記者被捕。自此砵蘭街淫業，開始步向沒落。

## 圖集

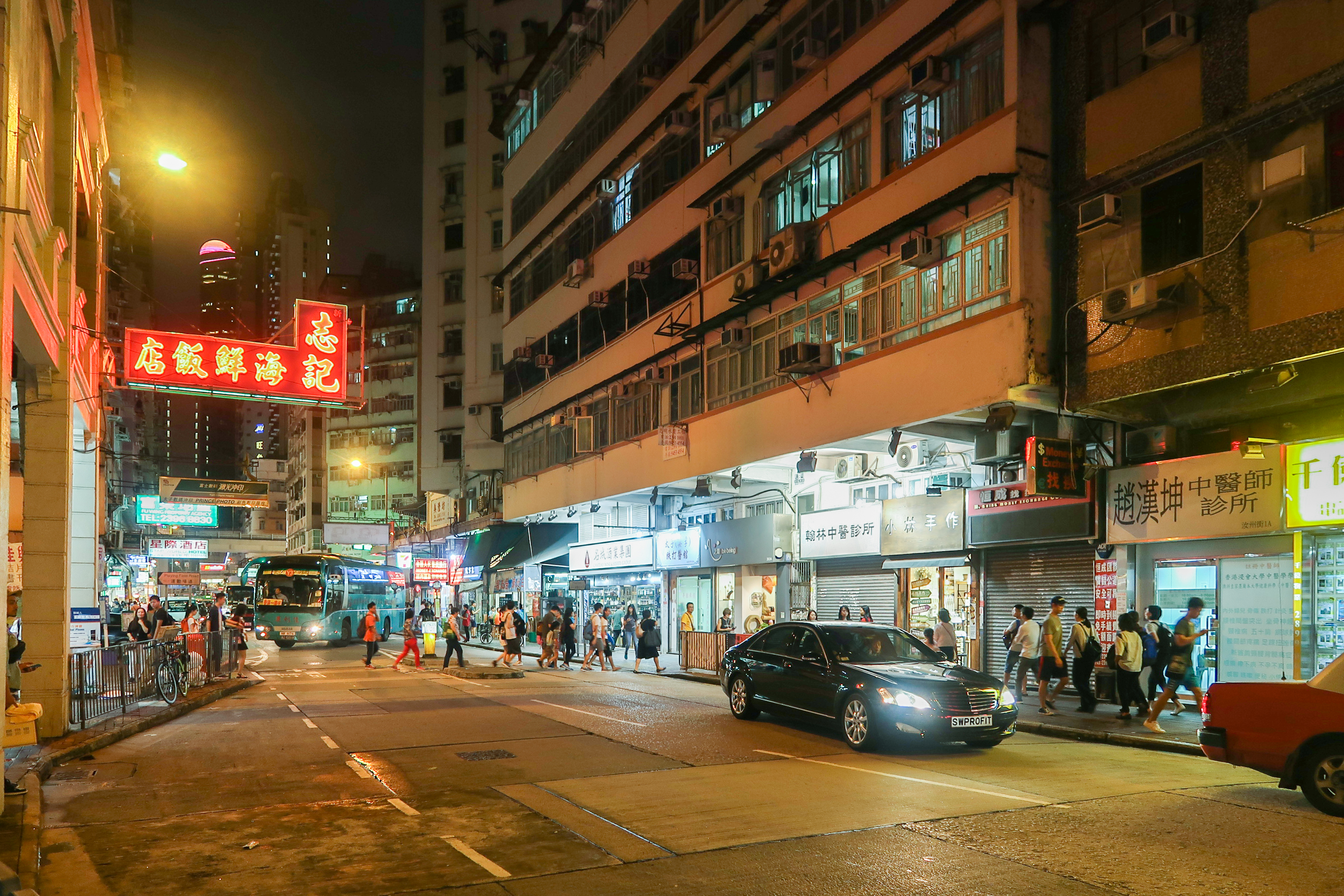
砵蘭街近太子
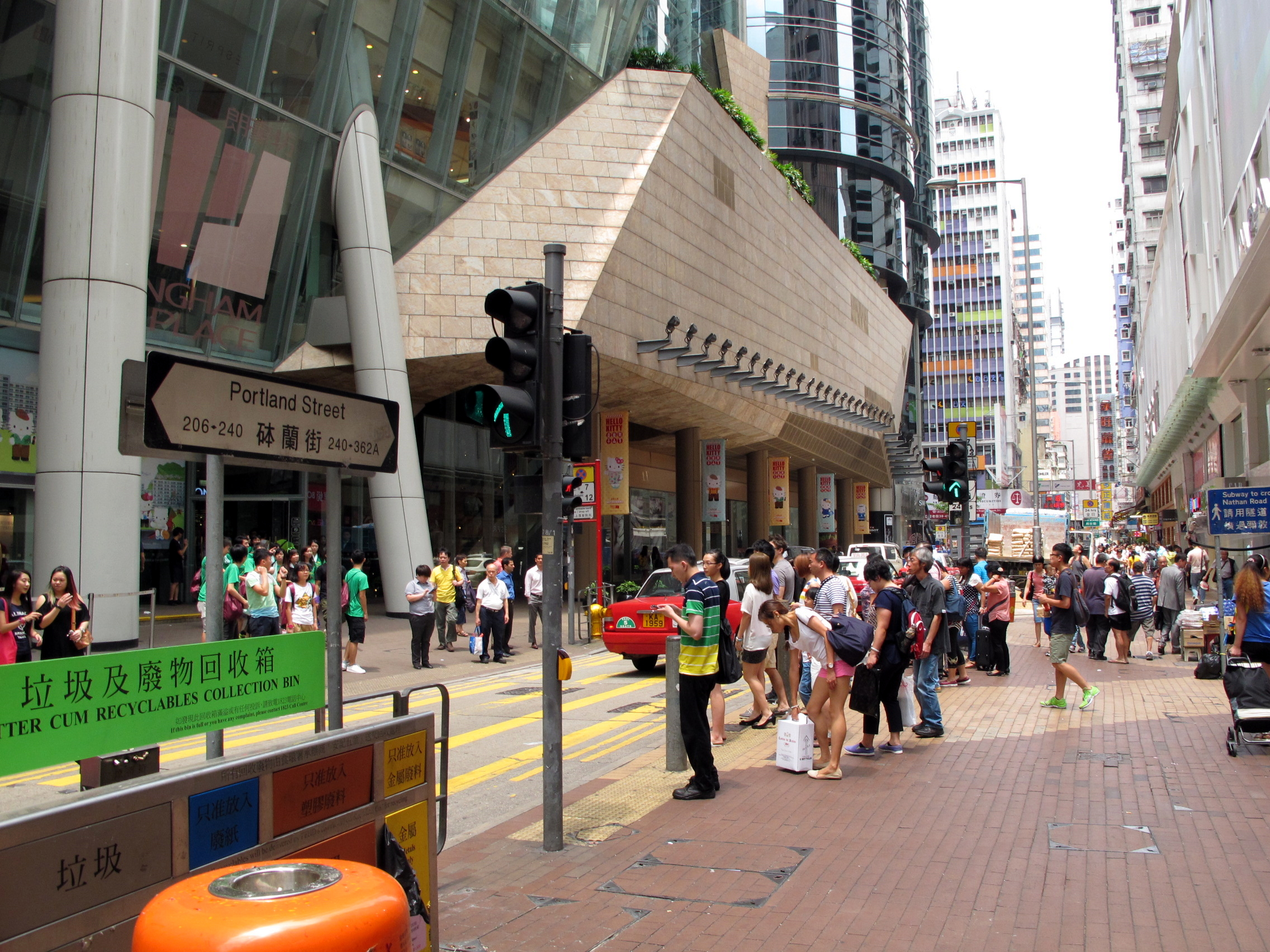
砵蘭街近朗豪坊
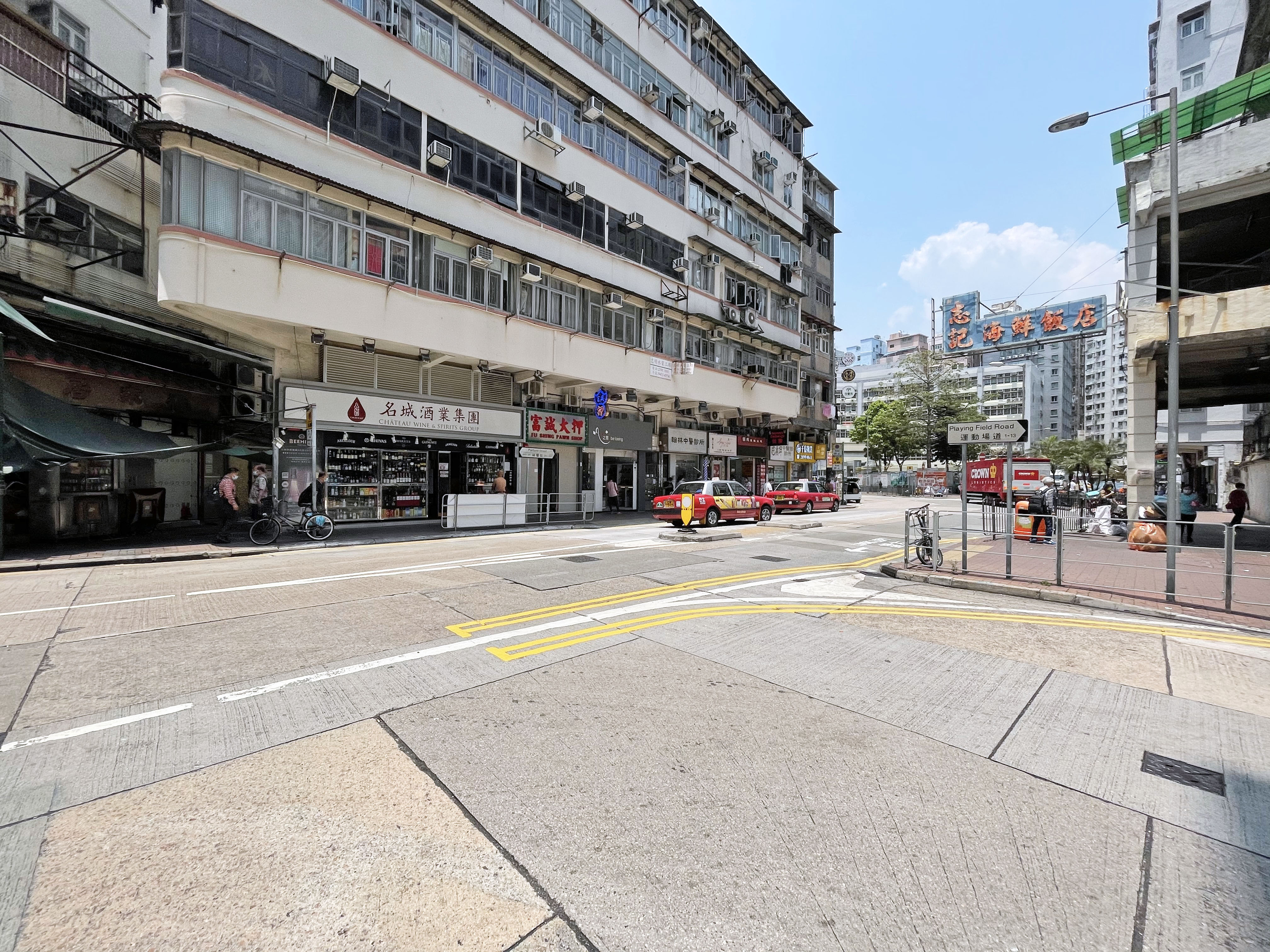
砵蘭街近太子運動場道
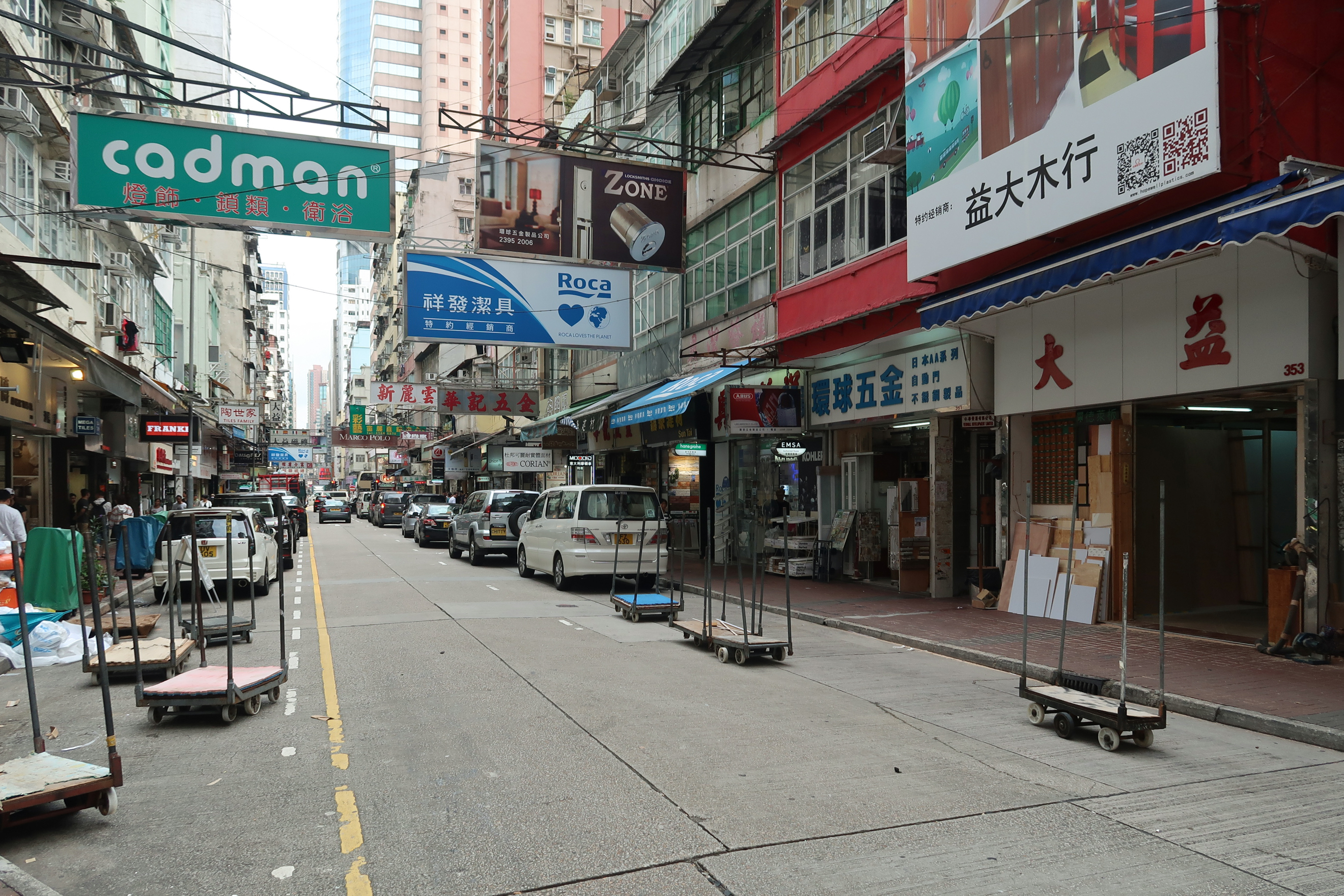
砵蘭街建築裝修材料店
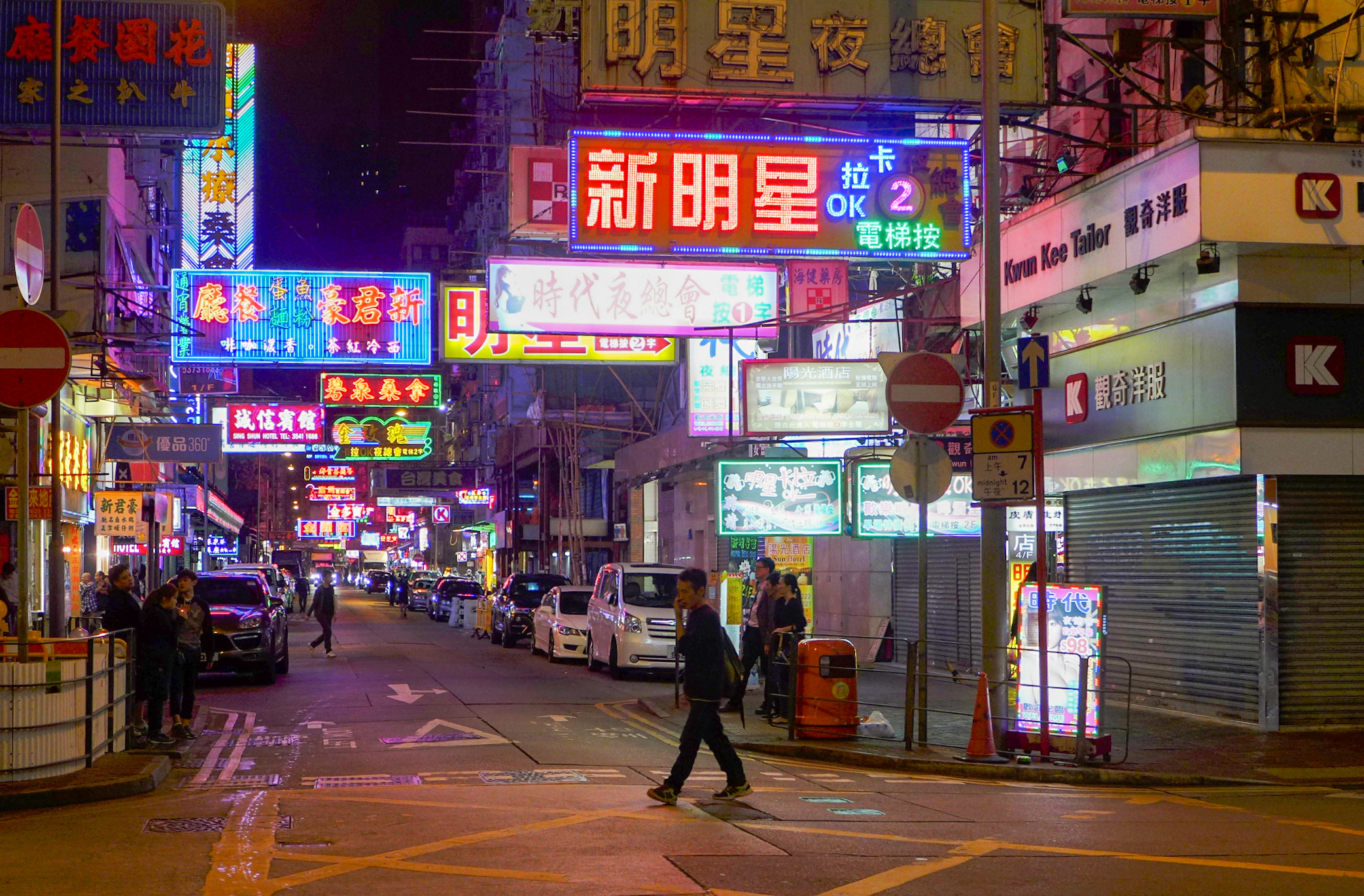
夜總會招牌
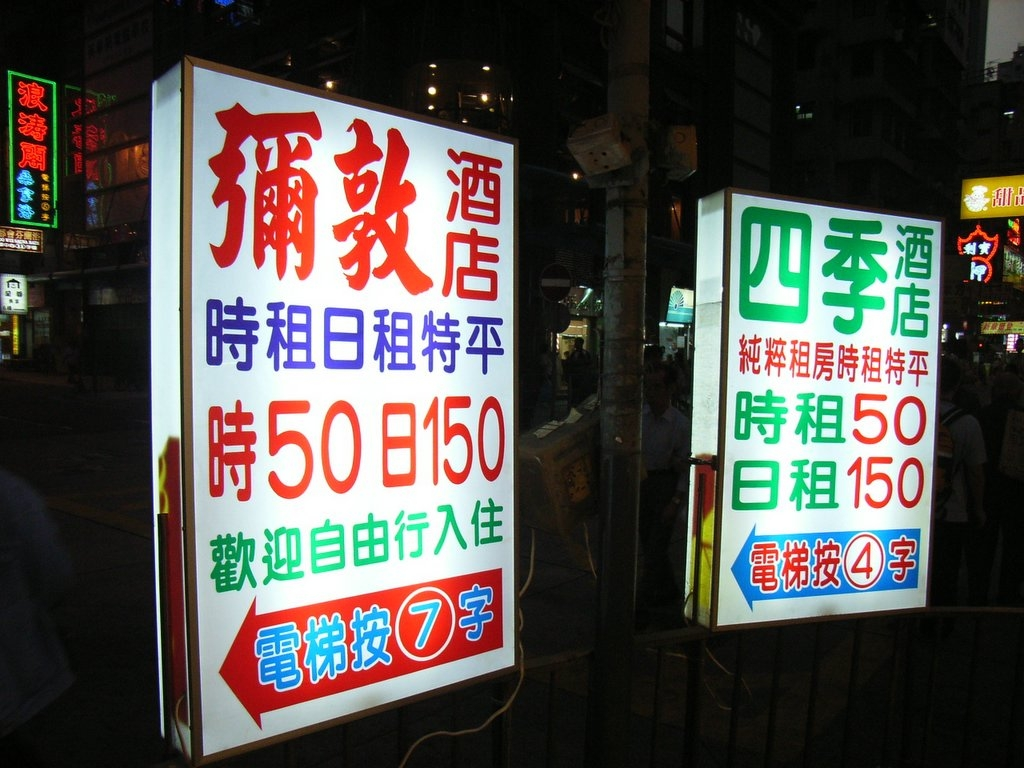
時鐘酒店、廉價旅館
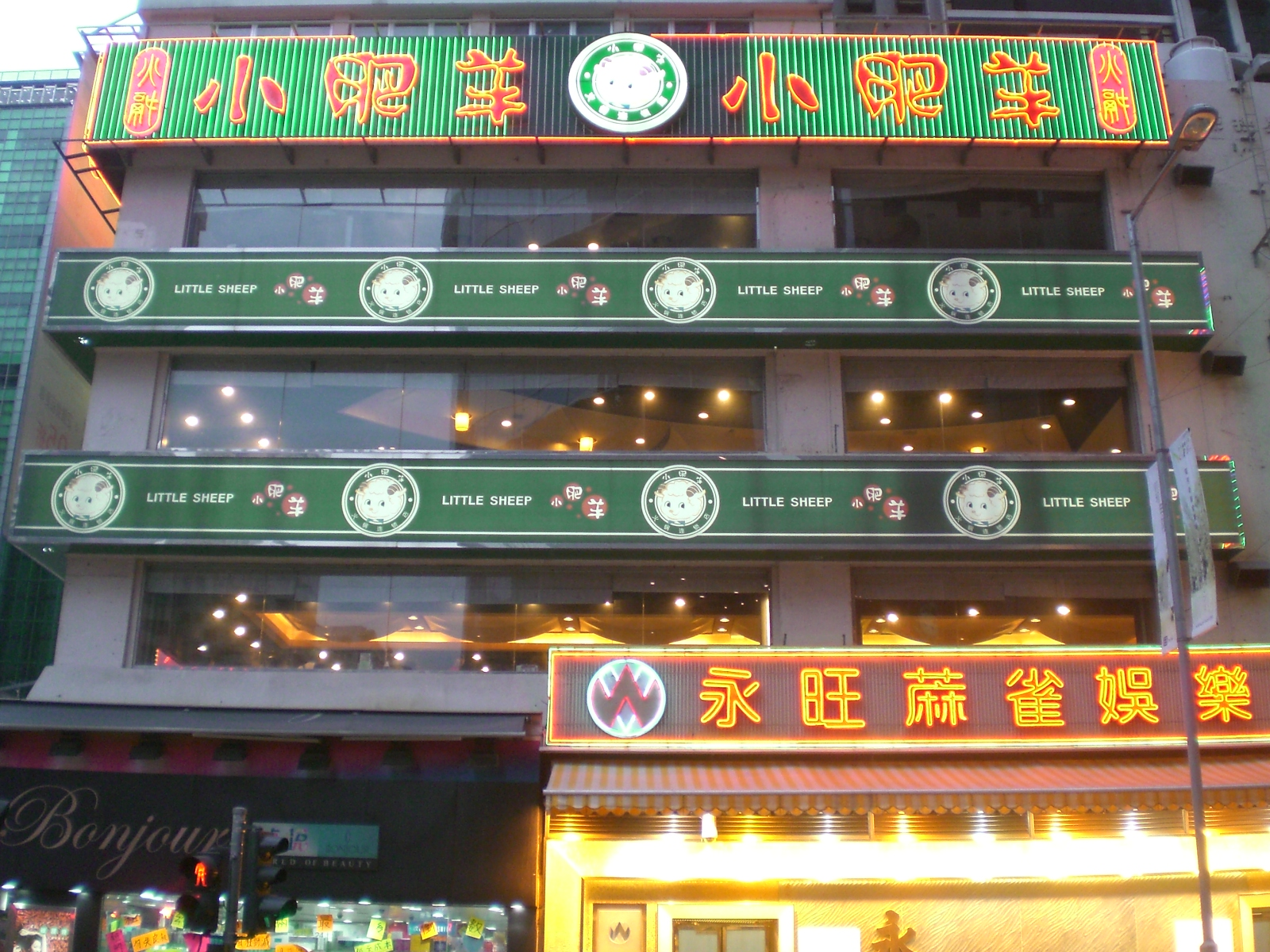
小肥羊
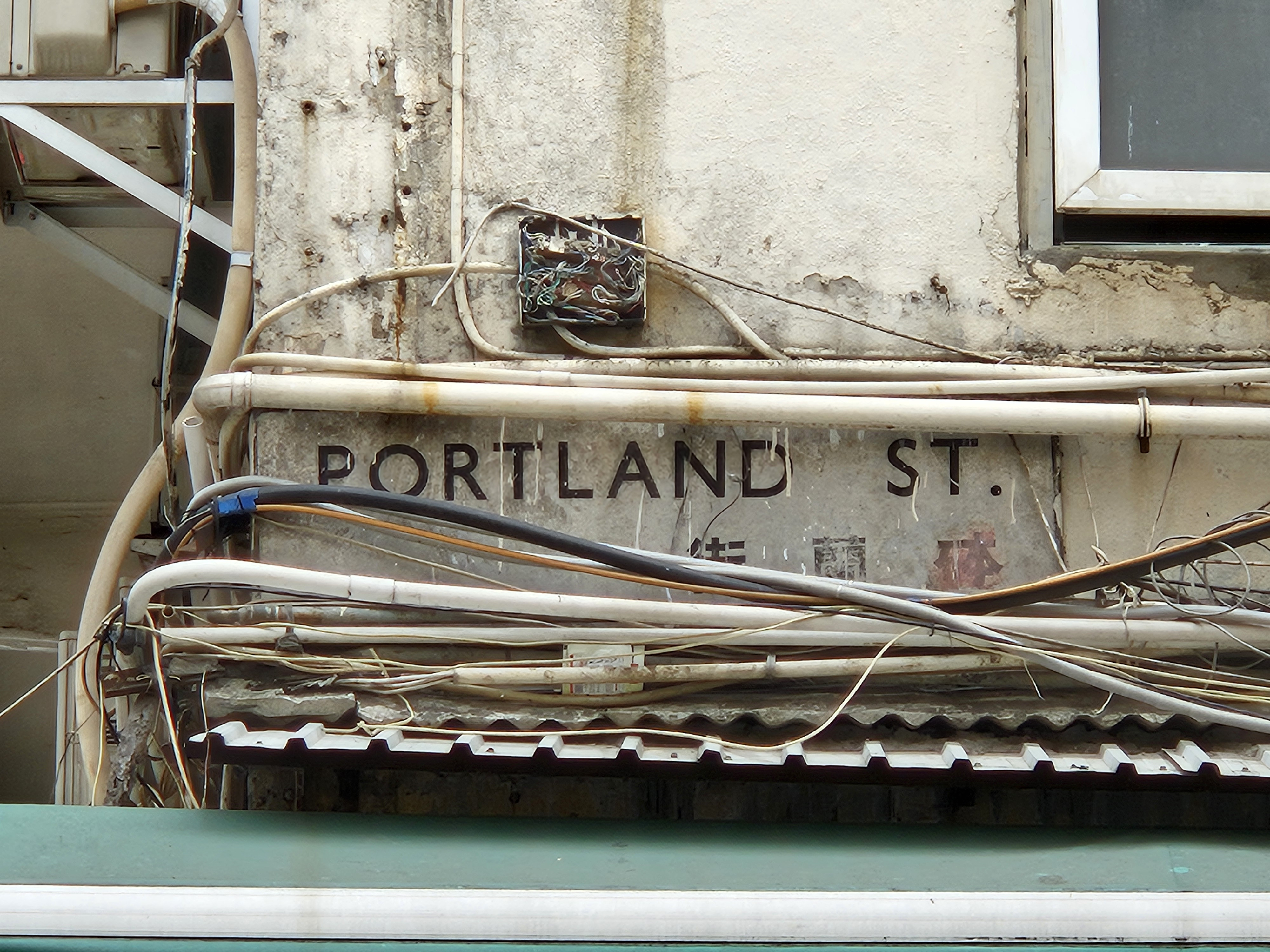
砵蘭街鋁質搪瓷長型街牌

## 近況

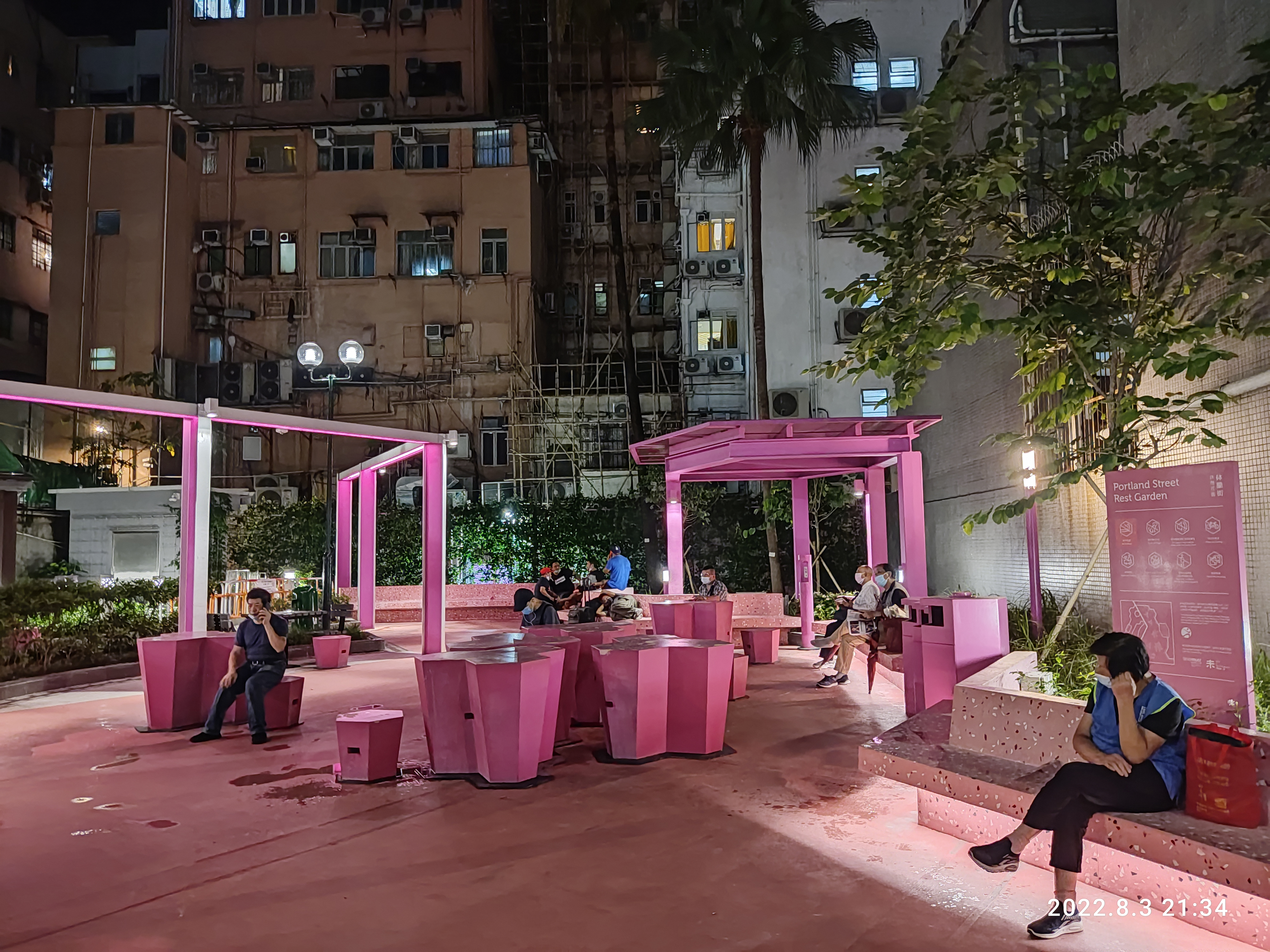
2021年9月，政府耗資450萬為砵蘭街休憩花園完成翻新工程，整個公園都用上粉紅色，雖然設計創新，但同時惹來爭議

朗豪坊建成前，中段的砵蘭街已是人流極旺之區段，文華戲院亦在此區段內，俗稱雀仔街的康樂街也在彼鄰。香港政府並沒有更新圍繞着朗豪坊的舊區，而橫跨數街截斷原區居民通道的朗豪坊，並不像初期宣傳般為該地段改頭換面，卻使附近舊區店舖租金值上升，原在此段紅燈「街」的性工作者遷至上海街和新填地街等舊路段。
2019年12月24日平安夜（25日聖誕節凌晨）旺角示威中，一名男子從位於長沙街交界的砵蘭街160號一家名為「桔梗」的餐廳的天台墮樓，有人懷疑被警察從樓頂往下拋擲。
2021年9月22日砵蘭街休憩花園完成翻新工程，耗資450萬。整個公園包括傳統的象棋枱都用上粉紅色，設計創新，但同時惹來爭議。有前區議員認為設計太過鮮艷甚至香艷，不適合公園。
同時亦有人認為設計符合砵蘭街的歷史。

## 鄰近建築物
- 旭逸酒店(旺角)
- 東南樓酒店
- 瑞興麻雀館
- 朗豪坊
- 雅蘭中心
- 旺角機樓（電訊盈科）（英語：PCCW）
- 旺角維景酒店
- 香港保護兒童會總會

## 外部連結
- 香港斥资逾100万举办露天演唱会 提升砵兰街形象(图)
- 淫慾金魚缸殺入砵蘭街 掛號碼排排坐任揀 警拘69北姑（页面存档备份，存于）
- 香港地方 | 道路及鐵路 | 道路名稱（五）英官員命名道路
- 香港地方 | 道路及鐵路 | 二十年代尾命名道路（页面存档备份，存于）